# وان کرسروود (کارولینای شمالی)
وان کرسروود (به انگلیسی: Vann Crossroads) شهری در ایالت کارولینای شمالی کشور ایالات متحده آمریکا است که جمعیت آن در سرشماری سال ۲۰۱۰ میلادی، ۳۳۶ نفر بوده‌است.